# Абдельгані Демму
Абдельгані Демму (араб. عبد الغني دمو, нар. 29 січня 1989, Мохаммедія) — алжирський футболіст, захисник клубу «МК Алжир».
Виступав, зокрема, за клуби «УСМ Ель Хараш» та «ЕС Сетіф», а також олімпійську збірну Алжиру.

## Клубна кар'єра
У дорослому футболі дебютував 2010 року виступами за команду клубу «УСМ Ель Хараш», в якій провів три сезони, взявши участь у 63 матчах чемпіонату.  Більшість часу, проведеного у складі «УСМ Ель Хараша», був основним гравцем захисту команди.
Своєю грою за цю команду привернув увагу представників тренерського штабу клубу «ЕС Сетіф», до складу якого приєднався 2013 року. Відіграв за команду із Сетіфа наступні два сезони своєї ігрової кар'єри.
До складу клубу «МК Алжир» приєднався 2015 року. Відтоді встиг відіграти за команду з Алжира 70 матчів у національному чемпіонаті.

## Виступи за збірну
2016 року захищав кольори олімпійської збірної Алжиру. У складі цієї команди провів 2 матчі. У складі збірної — учасник футбольного турніру на Олімпійських іграх 2016 року у Ріо-де-Жанейро.

## Титули
«ЕС Сетіф»
- Володар Ліги чемпіонів КАФ: 2014
- Володар Суперкубка КАФ: 2015
- Чемпіонат Алжиру: 2014–15

«МК Алжир»
- Володар Кубка Алжиру: 2015–16